# Josef Pechtl
Josef „Pepi“ Pechtl (* 30. Oktober 1949 in Lermoos) ist ein ehemaliger österreichischer Skirennläufer, der auf die technischen Disziplinen Slalom und Riesenslalom spezialisiert war. Er fuhr im Weltcup einmal unter die besten drei und gewann fünf Europacuprennen. 1975 wurde er österreichischer Staatsmeister im Slalom.

## Biografie
Nach Erfolgen im Juniorenbereich startete Pechtl in der Saison 1968 erstmals im Weltcup und erreichte im Riesenslalom von Méribel den sechsten Platz. In den folgenden Jahren konnte er auch aufgrund mehrerer Verletzungen dieses Resultat nicht wiederholen und er kam fortan bei FIS-Rennen zum Einsatz. Nach dem Sieg im Riesenslalom von Krimml 1971 und weiteren guten Platzierungen konnte er auch wieder im Weltcup starten, blieb dort aber vorerst ohne nennenswerte Erfolge. Im neu geschaffenen Europacup gewann er 1972 den Riesenslalom von Les Menuires, im Weltcup blieb er aber weiterhin jenseits der Top 20. Mit zwei Europacupsiegen in den Riesenslaloms von Innsbruck und Zwiesel zu Beginn der Saison 1972/73 schaffte er endgültig den Sprung zurück in die Weltcupmannschaft.
Am 19. Dezember 1972 holte Pechtl mit Platz sieben im Riesenslalom von Madonna di Campiglio seine ersten Weltcuppunkte seit fast fünf Jahren. Das beste Resultat in einem Weltcuprennen gelang ihm am 8. März 1973. Hinter Landsmann Hans Hinterseer und dem Schweizer Adolf Rösti belegte er den dritten Platz im Riesenslalom von Anchorage in Alaska. Ein weiteres Mal kam er im Riesenslalom von Heavenly Valley in die Punkteränge und er belegte damit in der Saison 1972/73 den zwölften Rang im Disziplinenweltcup.
Im Winter 1973/74 gelangen Pechtl weitere gute Resultate. Im Jänner kam er in drei Riesenslaloms und einem Slalom unter die besten zehn, womit er sich im Riesenslalom auch für die Weltmeisterschaften 1974 in St. Moritz qualifizierte. Dort belegte er den siebenten Platz. Im letzten Saisonslalom in Vysoké Tatry wurde er ebenfalls Siebter und erzielte damit sein bestes Saisonergebnis im Weltcup. Im Winter 1974/75 blieb Pechtl ohne Weltcuppunkte und er wurde wieder vermehrt im Europacup eingesetzt, wo ihm zwei Siege im Slalom von Villars-sur-Ollon und im Riesenslalom von Enneberg gelangen. Bei den Österreichischen Meisterschaften in Zell am See wurde er Staatsmeister im Slalom. Im Weltcup gelangen ihm aber auch zu Beginn des nächsten Winters keine beachtenswerten Resultate und so beendete er während der Saison 1975/76 seine Karriere.
Mit dem Skisport blieb Pechtl weiterhin verbunden. Ab 1979 war er regelmäßig als Skilehrer tätig und 1987 übernahm er die Skischule in seinem Heimatort Lermoos, wo er auch ein Hotel besitzt. Sein 1981 geborener Sohn Arno war ebenfalls Skirennläufer. Er gewann fünf FIS-Rennen und belegte den zweiten Platz in der Abfahrt bei der Universiade 2005.
Seine Nichte Ricarda Haaser und sein Neffe Raphael Haaser sind ebenfalls als Skirennläufer aktiv.

## Erfolge

### Weltmeisterschaften
- St. Moritz 1974: 7. Riesenslalom

### Weltcup
- Ein Podestplatz, weitere achtmal unter den besten zehn

### Europacup
- Fünf Siege:

| Saison  | Ort               | Land        | Disziplin    |
| ------- | ----------------- | ----------- | ------------ |
| 1971/72 | Les Menuires      | Frankreich  | Riesenslalom |
| 1972/73 | Innsbruck         | Österreich  | Riesenslalom |
| 1972/73 | Zwiesel           | Deutschland | Riesenslalom |
| 1974/75 | Villars-sur-Ollon | Schweiz     | Slalom       |
| 1974/75 | Enneberg          | Italien     | Riesenslalom |

### Österreichische Meisterschaften
- Österreichischer Meister im Slalom 1975